# MRPL19
MRPL19 (англ. Mitochondrial ribosomal protein L19) – білок, який кодується однойменним геном, розташованим у людей на короткому плечі 2-ї хромосоми.  Довжина поліпептидного ланцюга білка становить 292 амінокислот, а молекулярна маса — 33 535.
| 10         |  | 20         |  | 30         |  | 40         |  | 50         |
| ---------- |  | ---------- |  | ---------- |  | ---------- |  | ---------- |
| MAACIAAGHW |  | AAMGLGRSFQ |  | AARTLLPPPA |  | SIACRVHAGP |  | VRQQSTGPSE |
| PGAFQPPPKP |  | VIVDKHRPVE |  | PERRFLSPEF |  | IPRRGRTDPL |  | KFQIERKDML |
| ERRKVLHIPE |  | FYVGSILRVT |  | TADPYASGKI |  | SQFLGICIQR |  | SGRGLGATFI |
| LRNVIEGQGV |  | EICFELYNPR |  | VQEIQVVKLE |  | KRLDDSLLYL |  | RDALPEYSTF |
| DVNMKPVVQE |  | PNQKVPVNEL |  | KVKMKPKPWS |  | KRWERPNFNI |  | KGIRFDLCLT |
| EQQMKEAQKW |  | NQPWLEFDMM |  | REYDTSKIEA |  | AIWKEIEASK |  | RS         |

A: Аланін

C: Цистеїн

D: Аспарагінова кислота

E: Глутамінова кислота

F: Фенілаланін

G: Гліцин

H: Гістидин

I: Ізолейцин

K: Лізин

L: Лейцин

M: Метіонін

N: Аспарагін

P: Пролін

Q: Глутамін

R: Аргінін

S: Серин

T: Треонін

V: Валін

W: Триптофан

Кодований геном білок за функціями належить до рибонуклеопротеїнів, рибосомних білків, фосфопротеїнів. 
Локалізований у мітохондрії.